# Drayton Park
Drayton Park est une rue de Londres.

## Situation et accès
Elle est située dans le borough londonien d'Islington, quartier de Highbury. Son code postal est N5. 
Le site est desservi par la gare de Drayton Park.
Les stations de métro les plus proches sont Holloway Road et, au nord, Arsenal, toutes les deux desservies par la ligne  Piccadilly. 

## Bâtiments remarquables et lieux de mémoire
On y trouve le siège de l'Arsenal Football Club situé au numéro 75 ainsi que son stade de l'Emirates Stadium.